# Sondra convoluta
Sondra convoluta är en spindelart som beskrevs av Fred R. Wanless 1988. Sondra convoluta ingår i släktet Sondra och familjen hoppspindlar. Inga underarter finns listade i Catalogue of Life.